# Otto Lauer
Otto Lauer (* 12. September 1908 in Pforzheim; † 29. März 1971 ebenda) war ein deutscher Politiker (CDU, später SPD).
Lauer war während des Zweiten Weltkriegs im Kriegsdienst und saß in Kriegsgefangenschaft. In seiner Heimatstadt Pforzheim war er als Kaufmann tätig. Er war einige Zeit lang Kreisvorsitzender der CDU. Von 1947 bis 1968 gehörte er dem Pforzheimer Stadtrat an, zunächst für die CDU, nach dem Ausschluss aus der Partei für die SPD. 1950 wurde er in den zweiten und letzten Landtag von Württemberg-Baden gewählt, nach der Länderfusion gehörte er dem Landtag von Baden-Württemberg von 1952 bis 1968 als direkt gewählter Abgeordneter im Wahlkreis Pforzheim an.
Lauer erhielt im Februar 1967 das Große Verdienstkreuz. Er liegt auf dem Brötzinger Friedhof begraben.